# Ó biển phương Bắc
Ó biển phương Bắc (danh pháp hai phần: Morus bassanus) là một loài chim biển thuộc họ Chim điên. Chúng phân bố ở Bắc Đại Tây Dương và làm tổ theo bầy.

## Mô tả
Chim non có màu nâu sẫm trong năm đầu tiên, và dần dần có được màu trắng trong các mùa tiếp theo cho đến khi chúng trưởng thành sau năm năm. Chim trưởng thành dài 81–110 cm, trọng lượng 2,2-3,6 kg và có sải cánh dài 165–180 cm. Trước khi đủ lông đủ cánh, những con chim chưa trưởng thành (khoảng 10 tuần tuổi) có thể nặng hơn 4 kg. Bộ lông có màu trắng với lông mũi cánh màu đen. Mỏ màu xanh nhạt. Mắt là màu xanh nhạt, và được bao quanh bởi da trần, đen. Trong quá trình sinh sản, đầu và cổ có màu vàng mịn.

## Phạm vi phân bố

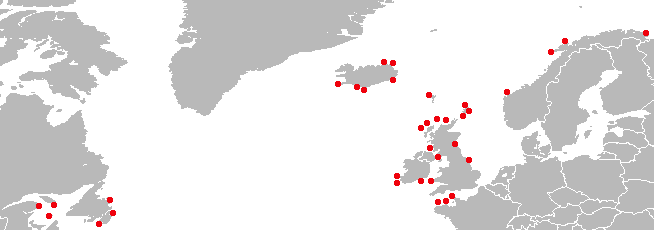
Khu vực sinh sản ở bắc Đại Tây Dương

Phạm vi sinh sản là Bắc Đại Tây Dương. Chúng thường làm tổ thành bầy lớn, trên vách đá nhìn ra biển hoặc trên đảo đá nhỏ. Các thuộc địa lớn nhất của loài chim này, với hơn 60.000 cặp vợ chồng chim ó biển, được tìm thấy trên đảo Bonaventure, Quebec, nhưng 68% quần thể ó biển phương Bắc trên thế giới sinh sản xung quanh bờ biển của Vương quốc Anh và Ireland, với bầy lớn nhất trên Rock Bass (từ đó nó có tên khoa học) và Boreray, St Kilda.
Ở Anh, ó biển này là một loài được bảo vệ. Tuy nhiên, một ngoại lệ quy phạm pháp luật được thực hiện cho các cư dân của huyện Ness (còn được biết đến như NIS) đảo Lewis được phép giết đến 2000 con ó (địa phương gọi là guga) hàng năm để phục vụ như là một món ăn truyền thống địa phương.